# Марк Гробокопатель
Марк Гробокопатель, или Марк Печерский — монах Киево-Печерской лавры. Почитается в Православной церкви в лике преподобных, память совершается 29 декабря (11 января) и 28 сентября (11 октября) — в составе Собора преподобных отцов Киево-Печерских, в Ближних пещерах почивающих.

## Биография

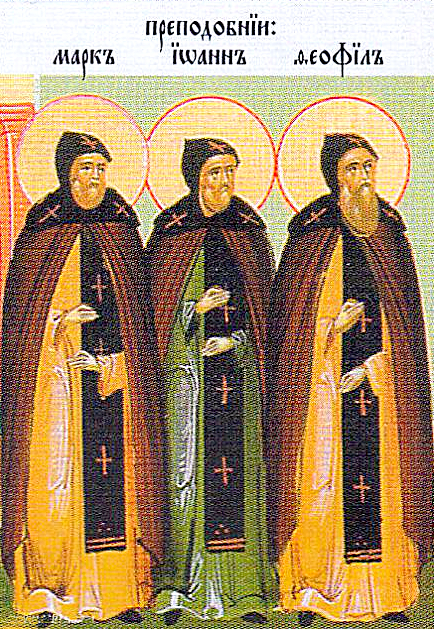
Преподобные Марк, Иоанн и его брат Феофил

Информация о жизни святого содержится в древнейшей части Киево-Печерского патерика (Слово 32).
Согласно источнику, Марк был постриженником Киево-Печерского монастыря и жил в собственноручно вырытой в земле «пещере». Его обязанности состояли в том, чтобы копать могилы для умерших монахов — отсюда прозвище «Гробокопатель». Источник описывает также несколько чудес, совершённых Марком, когда невозможно было провести погребение умершего по всем канонам из-за неготовности могилы — тогда Марк уговаривал душу усопшего вернуться в тело вплоть до того, как он успеет завершить рытьё могилы.
Согласно патерику, Марк заранее знал о дате своей смерти и сообщил её своему брату Феофилу. Через 3 дня после смерти Марка, скончался также и Феофил.
В русской православной традиции Марк почитался как чудотворец и исцелитель. Якобы на его могиле совершались многочисленные случаи исцеления и особой исцеляющей силой обладал медный крест, принадлежавший святому. По-видимому, преподобный Марк стал местночтимым святым вскоре после смерти. Общецерковное почитание началось только в XVIII веке по постановлениям Синода от 1762, 1775 и 1784 годов.

### Годы жизни
Годы жизни Марка достоверно неизвестны и могут быть установлены лишь на основе косвенных данных. Так, в патерике упоминается перенесение мощей игумена Феодосия в Успенский собор (которое по мнению большинства современных исследователей произошло 14 августа 1091 года), следовательно, рождение Марка должно было произойти в конце XI века. Согласно медико-антропогических исследований мощей святых из киево-печерских захоронений, которые были проведены в 1980—1990-х годах, на момент смерти Марку должно было быть около 35—40 лет, что позволяет предположить его дату смерти — конец XI — начало XII веков.